# Megalognatha ruandana
Megalognatha ruandana es una especie de insecto coleóptero de la familia Chrysomelidae.
Fue descrita científicamente en 1913 por Julius Weise.